# Alexandre Robinot
Alexandre Robinot (* 3. Oktober 1995 in Paris) ist ein französischer Tischtennisspieler. Mit der Mannschaft gewann er 2017 bei der Europameisterschaft eine Bronzemedaille.                                                               

## Werdegang
Bereits in seiner Jugend zählte der Franzose zu den besten Spielern Europas. Beim Jugend-TOP 10 gewann er dreimal die Bronzemedaille im Einzel.
Auch bei Schüler- und Jugendeuropameisterschaften trat er erfolgreich auf: Mit der Mannschaft konnte er 2010 und 2012 Gold holen, 2013 Silber. Zudem errang er 2017 bei der Europameisterschaft mit dem Team Bronze. 2018 wurde er französischer Meister im Einzel und im Doppel mit Joé Seyfried. Mit dem Verein Chartres ASTT erreichte er 2017/18 das Endspiel des ETTU Cups.

## Turnierergebnisse
| Verband | Veranstaltung               | Jahr | Ort        | Land | Einzel        | Doppel        | Mixed      | Team |
| ------- | --------------------------- | ---- | ---------- | ---- | ------------- | ------------- | ---------- | ---- |
| FRA     | Weltmeisterschaft           | 2017 | Düsseldorf | GER  | letzte 128    |               | Qual.      |      |
| FRA     | Europameisterschaft         | 2018 | Alicante   | ESP  | letzte 64     | letzte 32     |            |      |
| FRA     | Europameisterschaft         | 2017 | Luxemburg  | LUX  |               |               |            | 3    |
| FRA     | World Team Cup              | 2018 | London     | ENG  |               |               |            | 5    |
| FRA     | Jugend-Weltmeisterschaft    | 2013 | Rabat      | MAR  | letzte 32     | letzte 16     | letzte 32  | 3    |
| FRA     | Jugend-Europameisterschaft  | 2013 | Ostrava    | CZE  | Viertelfinale | Halbfinale    |            | 2    |
| FRA     | Jugend-Europameisterschaft  | 2012 | Schwechat  | AUT  | letzte 16     | Viertelfinale |            | 1    |
| FRA     | Schüler-Europameisterschaft | 2010 | Istanbul   | TUR  | letzte 32     | Silber        | Halbfinale | 1    |
| FRA     | Jugend TOP 10               | 2013 | Terni      | RUS  | 3. Platz      |               |            |      |
| FRA     | Jugend TOP 10               | 2012 | Buzau      | SVK  | 3. Platz      |               |            |      |
| FRA     | Schüler TOP 10              | 2010 | Topolcany  | POL  | 3. Platz      |               |            |      |

## Privat
Alexandre Robinots älterer Bruder Quentin Robinot spielt ebenfalls Tischtennis und konnte international einige Erfolge feiern.